# EDC Paris Business School
EDC Paris Business School és una escola de negocis privada amb seu al barri de La Défense de París. Va ser fundada el 1950. EDC imparteix un programa de doctorat i programes de màster d'administració en màrqueting, finances, emprenedoria i altres disciplines. Els programes són acreditats pels organismes CGE, EPAS i UGEI. Per l'escola hi han passat més de 15.000 estudiants dels quals uns quants van fer carrera en el món dels negocis i la política, com ara Jean Todt, president de la Federació Internacional d'Automobilisme.